# Volker Mittmann

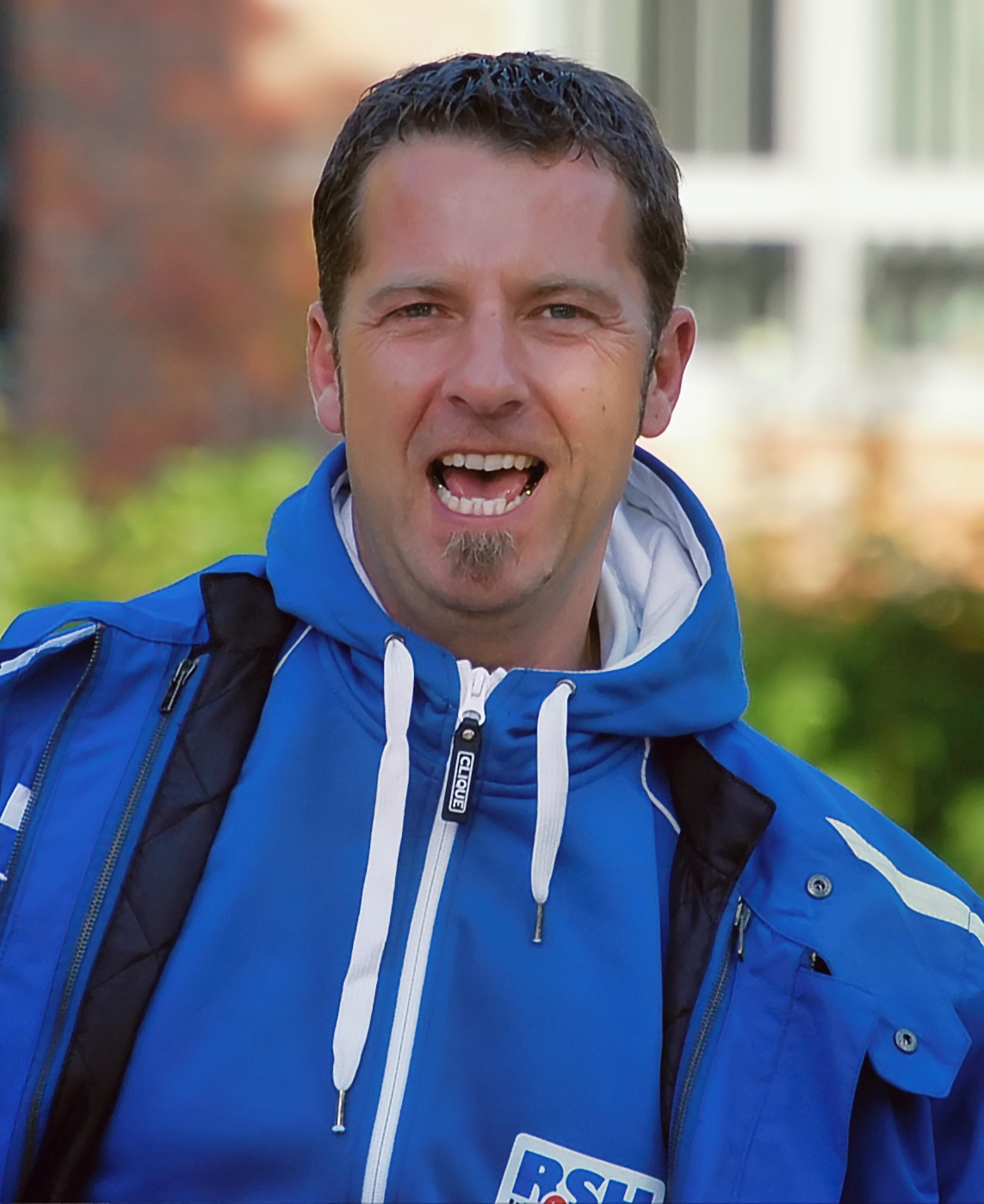
Volker Mittmann

Volker „Voller“ Mittmann (* 6. Februar 1967 in Lübeck) ist ein deutscher Hörfunkmoderator und Disk Jockey.

## Werdegang
Der ehemalige Polizeiobermeister gewann 1990 einen Moderatorenwettbewerb bei Radio Schleswig-Holstein (R.SH). Nach drei Tagen Praktikum absolvierte er seine erste Live-Übertragung. Zahlreiche Reportertätigkeiten im In- und Ausland folgten. Mittmann sendete für R.SH von vier Olympischen Spielen, Fußball- und Leichtathletik-Weltmeisterschaften sowie hunderten von Spielen der Fußball- und Handballbundesliga. Da er neben seinen damaligen Reporteraufgaben bis heute täglich die Wach-Mittmann Show bei R.SH moderiert, zählt Mittmann zu den deutschen Hörfunkmoderatoren, die über 6000 Live-Sendungen gestaltet haben. Volker Mittmann sendete bis Anfang 2014 Montags bis Freitag von 13 bis 17 Uhr mit Patricia Gerndt. Im Januar übernahm er – zunächst vertretungsweise, schließlich dauerhaft – die Frühstückssendung von Carsten Köthe. Seit dem 6. August 2014 ist sie von 5 bis 10 Uhr auf R.SH zu hören.
Mittmann ist als Teamleiter „Moderation, Unterhaltung, Sport“ bei Radio Schleswig-Holstein zuständig für die Moderatorenausbildung. Von 1998 bis 2000 war Mittmann zudem als Sportredakteur beim Pay-TV-Sender Premiere und kommentierte die UEFA Champions League für tm3. Seit der Handball-Bundesligasaison 2010/11 moderiert er zusammen mit Michael „Holzi“ Holst als Hallensprecher in der Campushalle die Heimspiele der SG Flensburg-Handewitt.